# Coupe des Amériques féminine de hockey sur gazon 2025
Navigation
Santiago 2022 2029
La Coupe des Amériques féminine de hockey sur gazon 2025 était la 7e édition de la Coupe des Amériques féminine de hockey sur gazon, une compétition de hockey sur gazon organisée tous les 4 ans par la Fédération panaméricaine de hockey. Le tournoi se déroulait à Montevideo en Uruguay du 24 juillet au 3 août 2025 parallèlement au tournoi masculin.
L'Argentine en tant qu'équipe la mieux classée de la Ligue professionnelle 2024-2025 sont déjà qualifiés pour la Coupe du monde 2026.
Les États-Unis se qualifient automatiquement pour la Coupe du monde 2026 à la suite de la qualification de l'Argentine pour la finale de la compétition.
L'Argentine remporte sa septième Coupe des Amériques en battant les États-Unis 3 - 0 en finale. L'Uruguay prend la médaille de bronze en battant le Chili 2 - 0 en match pour la 3e place.

## Organisation
Le 4 avril 2024, l'Uruguay est désigné pays organisateur avec pour ville hôte Montevideo.

### Ville hôte
| [[Fichier:Uruguay location map.svg\|240px\|{{#if:\|{{{alt}}}\|Coupe des Amériques féminine de hockey sur gazon 2025 est dans la page Uruguay.]]Montevideo | Montevideo        |
| --- | ----------------- |
| [[Fichier:Uruguay location map.svg\|240px\|{{#if:\|{{{alt}}}\|Coupe des Amériques féminine de hockey sur gazon 2025 est dans la page Uruguay.]]Montevideo | Cancha Celeste    |
| [[Fichier:Uruguay location map.svg\|240px\|{{#if:\|{{{alt}}}\|Coupe des Amériques féminine de hockey sur gazon 2025 est dans la page Uruguay.]]Montevideo | Capacité: Inconnu |
| [[Fichier:Uruguay location map.svg\|240px\|{{#if:\|{{{alt}}}\|Coupe des Amériques féminine de hockey sur gazon 2025 est dans la page Uruguay.]]Montevideo |                   |

### Changement de dates
Le 5 septembre 2024, alors que la compétition devait se tenir du 5 au 15 mars 2025, la Fédération panaméricaine de hockey a décidé de reporter la compétition au 24 juillet au 3 août 2025 au lieu du 11 au 21 septembre 2025 tenant compte des joueurs qui évoluent dans les championnats nationaux en Europe.

## Qualifications
Toutes les équipes ayant terminé dans les 6 premiers de la Coupe des Amériques 2022 sont qualifiées automatiquement.
Le Mexique, vainqueur du Challenge des Amériques 2024, est également qualifié.
Le Paraguay est la dernière équipe qualifiée en tant qu'équipe repêchée du Classement mondial FIH.

### Nations qualifiées
| Événement                    | Dates                  | Lieu     | Quotas | Qualifiés                                                   |
| ---------------------------- | ---------------------- | -------- | ------ | ----------------------------------------------------------- |
| Coupe des Amériques 2022     | 19 - 29 janvier 2022   | Santiago | 6      | Argentine Chili Canada États-Unis Uruguay Trinité-et-Tobago |
| Challenge des Amériques 2024 | 21 - 28 septembre 2024 | Pembroke | 1      | Mexique                                                     |
| Classement mondial FIH       | NC                     | NC       | 1      | Paraguay                                                    |
| Total                        | Total                  | Total    | 8      |                                                             |

## Format
Huit équipes sont réparties en deux groupes de quatre équipes. Le format est celui d'un tournoi toutes rondes : chaque équipe joue un match contre les trois autres équipes du même groupe.
Les deux premiers de chaque groupe se qualifient pour la phase finale, tandis que les deux derniers de chaque groupe se qualifient pour la phase de classement.

### Critères de départage
En cas d'égalité de points entre plusieurs équipes, les critères suivants sont appliqués dans l'ordre indiqué pour établir leur classement:
1. Plus grand nombre de victoires,
2. Meilleure différence de buts,
3. Plus grand nombre de buts marqués,
4. Plus grand nombre de points marqués entre les équipes concernées,
5. Plus grand nombre de buts marqués de plein jeu.

## Premier tour
Légende:
- Phase finale
- Phase de classement

### Poule A
| Rang | Équipe      | Pts | J | G | N | P | Bp | Bc | Diff |
| ---- | ----------- | --- | - | - | - | - | -- | -- | ---- |
| 1    | Argentine T | 9   | 3 | 3 | 0 | 0 | 23 | 0  | +23  |
| 2    | Uruguay H   | 6   | 3 | 2 | 0 | 1 | 10 | 3  | +7   |
| 3    | Canada      | 3   | 3 | 1 | 0 | 2 | 7  | 6  | +1   |
| 4    | Paraguay    | 0   | 3 | 0 | 0 | 3 | 0  | 31 | -31  |

| Match 1               | Canada                                                                     | 7 - 0   | Paraguay |                                                                         |                                                                         |
| 24 juillet 2025 11h30 | Husar 4e · Walton 11e · Stelling 18e · Poulakis 34e, 40e, 52e · Sawers 45e | (3 - 0) |          | Arbitrage : Natalia Lodeiro Claudia Montino Arbitre vidéo : Ana Vazquez | Arbitrage : Natalia Lodeiro Claudia Montino Arbitre vidéo : Ana Vazquez |
| 24 juillet 2025 11h30 | Rapport                                                                    |         |          | Arbitrage : Natalia Lodeiro Claudia Montino Arbitre vidéo : Ana Vazquez | Arbitrage : Natalia Lodeiro Claudia Montino Arbitre vidéo : Ana Vazquez |

| Match 2               | Argentine                                   | 3 - 0   | Uruguay |                                                                            |                                                                            |
| 24 juillet 2025 20h30 | Gorzelany 43e · Raposo 49e · Bruggesser 50e | (0 - 0) |         | Arbitrage : Ayanna McClean Maggie Giddens Arbitre vidéo : Allison Mikelson | Arbitrage : Ayanna McClean Maggie Giddens Arbitre vidéo : Allison Mikelson |
| 24 juillet 2025 20h30 | Rapport                                     |         |         | Arbitrage : Ayanna McClean Maggie Giddens Arbitre vidéo : Allison Mikelson | Arbitrage : Ayanna McClean Maggie Giddens Arbitre vidéo : Allison Mikelson |

| Match 5               | Canada  | 0 - 4   | Argentine                         |                                                                       |                                                                       |
| 26 juillet 2025 11h30 |         | (0 - 3) | 7e, 13e, 60e Gorzelany · 44e Díaz | Arbitrage : Allison Mikelson Ana Vazquez Arbitre vidéo : Kim Yoonseon | Arbitrage : Allison Mikelson Ana Vazquez Arbitre vidéo : Kim Yoonseon |
| 26 juillet 2025 11h30 | Rapport |         |                                   | Arbitrage : Allison Mikelson Ana Vazquez Arbitre vidéo : Kim Yoonseon | Arbitrage : Allison Mikelson Ana Vazquez Arbitre vidéo : Kim Yoonseon |

| Match 6               | Uruguay                                                                                 | 8 - 0   | Paraguay |                                                                            |                                                                            |
| 26 juillet 2025 19h30 | Quiñones 4e, 7e · Oliveros 9e · Dall'Orso 10e · Civetta 14e · Vilar 23e, 35e · Díaz 41e | (6 - 0) |          | Arbitrage : Melina Illanes Rawi Anbananthan Arbitre vidéo : Juan Rodríguez | Arbitrage : Melina Illanes Rawi Anbananthan Arbitre vidéo : Juan Rodríguez |
| 26 juillet 2025 19h30 | Rapport                                                                                 |         |          | Arbitrage : Melina Illanes Rawi Anbananthan Arbitre vidéo : Juan Rodríguez | Arbitrage : Melina Illanes Rawi Anbananthan Arbitre vidéo : Juan Rodríguez |

| Match 9               | Argentine | 16 - 0  | Paraguay |                                                                         |                                                                         |
| 28 juillet 2025 11h30 | Gorzelany 5e, 14e, 27e, 28e · V. Granatto 6e, 37e · Ambrosini 23e · Díaz 31e, 43e, 55e · Raposo 39e · M. Granatto 41e · Bruggesser 46e · Jankunas 52e · Miranda 52e · Falasco 57e | (6 - 0) |          | Arbitrage : Natalia Lodeiro Ana Vazquez Arbitre vidéo : Claudia Montino | Arbitrage : Natalia Lodeiro Ana Vazquez Arbitre vidéo : Claudia Montino |
| 28 juillet 2025 11h30 | Rapport |         |          | Arbitrage : Natalia Lodeiro Ana Vazquez Arbitre vidéo : Claudia Montino | Arbitrage : Natalia Lodeiro Ana Vazquez Arbitre vidéo : Claudia Montino |

| Match 10              | Uruguay              | 2 - 0   | Canada |                                                                          |                                                                          |
| 28 juillet 2025 20h30 | Viana 7e · Vilar 29e | (2 - 0) |        | Arbitrage : Victoria Pazos Maggie Giddens Arbitre vidéo : Melina Illanes | Arbitrage : Victoria Pazos Maggie Giddens Arbitre vidéo : Melina Illanes |
| 28 juillet 2025 20h30 | Rapport              |         |        | Arbitrage : Victoria Pazos Maggie Giddens Arbitre vidéo : Melina Illanes | Arbitrage : Victoria Pazos Maggie Giddens Arbitre vidéo : Melina Illanes |

### Poule B
| Rang | Équipe            | Pts | J | G | N | P | Bp | Bc | Diff |
| ---- | ----------------- | --- | - | - | - | - | -- | -- | ---- |
| 1    | États-Unis        | 9   | 3 | 3 | 0 | 0 | 20 | 2  | +18  |
| 2    | Chili             | 6   | 3 | 2 | 0 | 1 | 8  | 5  | +3   |
| 3    | Mexique           | 3   | 3 | 1 | 0 | 2 | 5  | 11 | -6   |
| 4    | Trinité-et-Tobago | 0   | 3 | 0 | 0 | 3 | 0  | 15 | -15  |

| Match 3               | Chili   | 5 - 0 (Forfait) | Trinité-et-Tobago |  |
| 25 juillet 2025 09h30 |         |                 |                   |  |
|                       | Rapport |                 |                   |  |

| Match 4               | États-Unis                                                                                 | 10 - 0  | Mexique |                                                                        |                                                                        |
| 25 juillet 2025 18h30 | Yeager 1e, 3e, 24e · Zimmer 11e · Tamer 18e, 20e · Heck 20e, 44e · Ramsey 35e · Caarls 48e | (7 - 0) |         | Arbitrage : Victoria Pazos Kim Yoonseon Arbitre vidéo : Melina Illanes | Arbitrage : Victoria Pazos Kim Yoonseon Arbitre vidéo : Melina Illanes |
| 25 juillet 2025 18h30 | Rapport                                                                                    |         |         | Arbitrage : Victoria Pazos Kim Yoonseon Arbitre vidéo : Melina Illanes | Arbitrage : Victoria Pazos Kim Yoonseon Arbitre vidéo : Melina Illanes |

| Match 7               | Mexique | 5 - 0 (Forfait) | Trinité-et-Tobago |  |
| 27 juillet 2025 09h30 |         |                 |                   |  |
|                       | Rapport |                 |                   |  |

| Match 8               | Chili                       | 2 - 5   | États-Unis                                                    |                                                                        |                                                                        |
| 27 juillet 2025 17h30 | Arrieta 30e · Krimerman 34e | (1 - 3) | 2e Sholder · 19e Yeager · 28e Ramsey · 44e Tamer · 54e Crouse | Arbitrage : Kim Yoonseon Melina Illanes Arbitre vidéo : Juan Rodríguez | Arbitrage : Kim Yoonseon Melina Illanes Arbitre vidéo : Juan Rodríguez |
| 27 juillet 2025 17h30 | Rapport                     |         |                                                               | Arbitrage : Kim Yoonseon Melina Illanes Arbitre vidéo : Juan Rodríguez | Arbitrage : Kim Yoonseon Melina Illanes Arbitre vidéo : Juan Rodríguez |

| Match 11              | États-Unis | 5 - 0 (Forfait) | Trinité-et-Tobago |  |
| 27 juillet 2025 09h30 |            |                 |                   |  |
|                       | Rapport    |                 |                   |  |

| Match 12              | Mexique | 0 - 1   | Chili         |                                                                         |                                                                         |
| 27 juillet 2025 18h30 |         | (0 - 0) | 43e Maldonado | Arbitrage : Allison Mikelson Natalia Lodeiro Arbitre vidéo : Alex Miles | Arbitrage : Allison Mikelson Natalia Lodeiro Arbitre vidéo : Alex Miles |
| 27 juillet 2025 18h30 | Rapport |         |               | Arbitrage : Allison Mikelson Natalia Lodeiro Arbitre vidéo : Alex Miles | Arbitrage : Allison Mikelson Natalia Lodeiro Arbitre vidéo : Alex Miles |

## Phase de classement

### Tableau de classement
|  | Demi-finales pour la 5e place | Demi-finales pour la 5e place | Demi-finales pour la 5e place | Demi-finales pour la 5e place |          |        | 5e place    | 5e place    | 5e place    | 5e place    |
|  |                               |                               |                               |                               |          |        |             |             |             |             |
|  | 31 juillet 2025               | 31 juillet 2025               | 31 juillet 2025               | 31 juillet 2025               |          |        | 2 août 2025 | 2 août 2025 | 2 août 2025 | 2 août 2025 |
|  | A3                            | Canada                        | 5                             | 5                             |          |        | 2 août 2025 | 2 août 2025 | 2 août 2025 | 2 août 2025 |
|  | A3                            | Canada                        | 5                             | 5                             |          |        | 2 août 2025 | 2 août 2025 | 2 août 2025 | 2 août 2025 |
|  | B4                            | Trinité-et-Tobago             | 0                             | 0                             |          |        | 2 août 2025 | 2 août 2025 | 2 août 2025 | 2 août 2025 |
|  | B4                            | Trinité-et-Tobago             | 0                             | 0                             | A3       | Canada | 2           | 2           |             |             |
|  | 31 juillet 2025               |                               |                               |                               | A3       | Canada | 2           | 2           |             |             |
|  |                               |                               | B3                            | Mexique                       | 0        | 0      |             |             |             |             |
|  | B3                            | Mexique                       | B3                            | Mexique                       | 0        | 0      | 4           | 4           |             |             |
|  | B3                            | Mexique                       |                               |                               |          |        |             | 4           |             |             |
|  | A4                            | Paraguay                      | 1                             | 1                             |          |        |             |             |             |             |
|  | A4                            | Paraguay                      | 1                             | 1                             | 7e place |        |             |             |             |             |
|  |                               |                               |                               |                               |          |        |             |             |             |             |
|  | 2 août 2025                   |                               |                               |                               |          |        |             |             |             |             |
|  | B4                            | Trinité-et-Tobago             | 0                             | 0                             |          |        |             |             |             |             |
|  | B4                            | Trinité-et-Tobago             | 0                             | 0                             |          |        |             |             |             |             |
|  | A4                            | Paraguay                      | 5                             | 5                             |          |        |             |             |             |             |
|  | A4                            | Paraguay                      | 5                             | 5                             |          |        |             |             |             |             |

### Demi-finales pour la5eplace
| Match 13              | Canada  | 5 - 0 (Forfait) | Trinité-et-Tobago |  |
| 31 juillet 2025 12h00 |         |                 |                   |  |
|                       | Rapport |                 |                   |  |

| Match 14              | Paraguay    | 1 - 4   | Mexique                                   |                                                                             |                                                                             |
| 31 juillet 2025 20h30 | Barreto 47e | (0 - 2) | 19e, 25e Cuevas · 43e Acosta · 47e Oviedo | Arbitrage : Claudia Montino Melina Illanes Arbitre vidéo : Rawi Anbananthan | Arbitrage : Claudia Montino Melina Illanes Arbitre vidéo : Rawi Anbananthan |
| 31 juillet 2025 20h30 | Rapport     |         |                                           | Arbitrage : Claudia Montino Melina Illanes Arbitre vidéo : Rawi Anbananthan | Arbitrage : Claudia Montino Melina Illanes Arbitre vidéo : Rawi Anbananthan |

### Match pour la7eplace
| Match 17          | Trinité-et-Tobago | 0 - 5 (Forfait) | Paraguay |  |
| 2 août 2025 12h00 |                   |                 |          |  |
|                   | Rapport           |                 |          |  |

### Match pour la5eplace
| Match 18          | Canada                          | 2 - 0   | Mexique |                                                                           |                                                                           |
| 2 août 2025 18h30 | Walton 38e · Goddard-Despot 51e | (0 - 0) |         | Arbitrage : Claudia Montino Melina Illanes Arbitre vidéo : Victoria Pazos | Arbitrage : Claudia Montino Melina Illanes Arbitre vidéo : Victoria Pazos |
| 2 août 2025 18h30 | Rapport                         |         |         | Arbitrage : Claudia Montino Melina Illanes Arbitre vidéo : Victoria Pazos | Arbitrage : Claudia Montino Melina Illanes Arbitre vidéo : Victoria Pazos |

## Phase finale

### Tableau final
|  | Demi-finales  | Demi-finales  | Demi-finales  | Demi-finales  |                               |           | Finale      | Finale      | Finale      | Finale      |
|  |               |               |               |               |                               |           |             |             |             |             |
|  | 1er août 2025 | 1er août 2025 | 1er août 2025 | 1er août 2025 |                               |           | 3 août 2025 | 3 août 2025 | 3 août 2025 | 3 août 2025 |
|  | A1            | Argentine     | 2             | 2             |                               |           | 3 août 2025 | 3 août 2025 | 3 août 2025 | 3 août 2025 |
|  | A1            | Argentine     | 2             | 2             |                               |           | 3 août 2025 | 3 août 2025 | 3 août 2025 | 3 août 2025 |
|  | B2            | Chili         | 0             | 0             |                               |           | 3 août 2025 | 3 août 2025 | 3 août 2025 | 3 août 2025 |
|  | B2            | Chili         | 0             | 0             | A1                            | Argentine | 3           | 3           |             |             |
|  | 1er août 2025 |               |               |               | A1                            | Argentine | 3           | 3           |             |             |
|  |               |               | B1            | États-Unis    | 0                             | 0         |             |             |             |             |
|  | B1            | États-Unis    | B1            | États-Unis    | 0                             | 0         | 1 (4)tab    | 1 (4)tab    |             |             |
|  | B1            | États-Unis    |               |               |                               |           |             | 1 (4)tab    |             |             |
|  | A2            | Uruguay       | 1 (2)         | 1 (2)         |                               |           |             |             |             |             |
|  | A2            | Uruguay       | 1 (2)         | 1 (2)         | Match pour la troisième place |           |             |             |             |             |
|  |               |               |               |               |                               |           |             |             |             |             |
|  | 3 août 2025   |               |               |               |                               |           |             |             |             |             |
|  | B2            | Chili         | 0             | 0             |                               |           |             |             |             |             |
|  | B2            | Chili         | 0             | 0             |                               |           |             |             |             |             |
|  | A2            | Uruguay       | 2             | 2             |                               |           |             |             |             |             |
|  | A2            | Uruguay       | 2             | 2             |                               |           |             |             |             |             |

### Demi-finales
| Match 15            | Argentine                      | 2 - 0   | Chili |                                                                            |                                                                            |
| 1er août 2025 12h00 | V. Granatto 7e · Gorzelany 43e | (1 - 0) |       | Arbitrage : Ayanna McClean Maggie Giddens Arbitre vidéo : Allison Mikelson | Arbitrage : Ayanna McClean Maggie Giddens Arbitre vidéo : Allison Mikelson |
| 1er août 2025 12h00 | Rapport                        |         |       | Arbitrage : Ayanna McClean Maggie Giddens Arbitre vidéo : Allison Mikelson | Arbitrage : Ayanna McClean Maggie Giddens Arbitre vidéo : Allison Mikelson |

| Match 16            | Uruguay                               | 1 - 1             | États-Unis                         |                                                                      |                                                                      |
| 1er août 2025 20h30 | Amadeo 53e                            | (0 - 0)           | 37e Heck                           | Arbitrage : Irene Presenqui Kim Yoonseon Arbitre vidéo : Ana Vazquez | Arbitrage : Irene Presenqui Kim Yoonseon Arbitre vidéo : Ana Vazquez |
| 1er août 2025 20h30 | Rapport                               |                   |                                    | Arbitrage : Irene Presenqui Kim Yoonseon Arbitre vidéo : Ana Vazquez | Arbitrage : Irene Presenqui Kim Yoonseon Arbitre vidéo : Ana Vazquez |
| 1er août 2025 20h30 | Curutchague · Viana · Viana · Civetta | Tirs au but 2 - 4 | Tamer · D'Ariano · Heck · Gladieux | Arbitrage : Irene Presenqui Kim Yoonseon Arbitre vidéo : Ana Vazquez | Arbitrage : Irene Presenqui Kim Yoonseon Arbitre vidéo : Ana Vazquez |

### Match pour la3eplace
| Match 19          | Chili   | 0 - 2   | Uruguay                |                                                                         |                                                                         |
| 3 août 2025 12h30 |         | (0 - 1) | 20e Seigal · 48e Viana | Arbitrage : Allison Mikelson Ana Vazquez Arbitre vidéo : Maggie Giddens | Arbitrage : Allison Mikelson Ana Vazquez Arbitre vidéo : Maggie Giddens |
| 3 août 2025 12h30 | Rapport |         |                        | Arbitrage : Allison Mikelson Ana Vazquez Arbitre vidéo : Maggie Giddens | Arbitrage : Allison Mikelson Ana Vazquez Arbitre vidéo : Maggie Giddens |

### Finale
| Match 20          | Argentine                                      | 3 - 0   | États-Unis |                                                                     |                                                                     |
| 3 août 2025 17h30 | Gorzelany 5e · Trinchinetti 31e · Jankunas 60e | (1 - 0) |            | Arbitrage : Victoria Pazos Kim Yoonseon Arbitre vidéo : Ana Vazquez | Arbitrage : Victoria Pazos Kim Yoonseon Arbitre vidéo : Ana Vazquez |
| 3 août 2025 17h30 | Rapport                                        |         |            | Arbitrage : Victoria Pazos Kim Yoonseon Arbitre vidéo : Ana Vazquez | Arbitrage : Victoria Pazos Kim Yoonseon Arbitre vidéo : Ana Vazquez |

## Statistiques

### Buteuses

#### 10 buts
- Agustina Gorzelany

#### 4 buts
- Zoe Díaz
- Elizabeth Yeager

#### 3 buts
- Victoria Granatto
- Nicole Poulakis
- Ryleigh Heck
- Abigail Tamer
- Manuela Vilar

#### 2 buts
- Brisa Bruggesser
- Julieta Jankunas
- Valentina Raposo
- Chloe Walton
- Dayana Cuevas
- Caroline Ramsey
- Manuela Quinones
- Teresa Viana

#### 1 but
- Chiara Ambrosini
- Victoria Falasco
- María Granatto
- Victoria Miranda
- Eugenia Trinchinetti
- Nora Goddard-Despot
- Danielle Husar
- Audrey Sawers
- Mikayla Stelling
- Fernanda Arrieta
- Denise Krimerman
- María Maldonado
- Maribel Acosta
- Fernanda Oviedo
- Larissa Barreto
- Sanne Caarls
- Leah Crouse
- Meredith Sholder
- Madeleine Zimmer
- Sol Amadeo
- Elisa Civetta
- Kaisuami Dall'Orso
- Agustína Diaz
- Pilar Oliveros
- Milagros Seigal

### Classement final
| Rang                                  | Groupe | Équipe            | J | G | N | P | BP | BC | Diff | Pts | Classement mondial FIH | Classement mondial FIH | Classement mondial FIH |
| Rang                                  | Groupe | Équipe            | J | G | N | P | BP | BC | Diff | Pts | Avant                  | Après                  | Chgt                   |
| ------------------------------------- | ------ | ----------------- | - | - | - | - | -- | -- | ---- | --- | ---------------------- | ---------------------- | ---------------------- |
| Médaille d'or, Amérique               | A      | Argentine T       | 5 | 5 | 0 | 0 | 28 | 0  | +28  | 15  | 2                      | 2                      | 0                      |
| Médaille d'argent, Amérique           | B      | États-Unis        | 5 | 3 | 1 | 1 | 21 | 6  | +15  | 10  | 14                     | 12                     | +2                     |
| Médaille de bronze, Amérique          | A      | Uruguay H         | 5 | 3 | 1 | 1 | 13 | 4  | +9   | 10  | 22                     | 18                     | +4                     |
| 4                                     | B      | Chili             | 5 | 2 | 0 | 3 | 8  | 9  | -1   | 6   | 12                     | 14                     | -2                     |
| Nations éliminées en phase de groupes |        |                   |   |   |   |   |    |    |      |     |                        |                        |                        |
| 5                                     | A      | Canada            | 5 | 3 | 0 | 2 | 14 | 6  | +8   | 9   | 19                     | 20                     | -1                     |
| 6                                     | B      | Mexique           | 5 | 2 | 0 | 3 | 9  | 14 | -5   | 6   | 29                     | 29                     | 0                      |
| 7                                     | A      | Paraguay          | 5 | 1 | 0 | 4 | 6  | 35 | -29  | 3   | 53                     | 54                     | -1                     |
| F                                     | B      | Trinité-et-Tobago | 5 | 0 | 0 | 5 | 0  | 25 | -25  | 0   | 51                     | 67                     | -16                    |

|  | Nation qualifiée pour la Coupe du monde 2026                         |
|  | Nations qualifiées pour les Qualifications de la Coupe du monde 2026 |
|  | Nation déclarant forfait                                             |